# Klentnice
Klentnice (in tedesco Klentnitz) è un comune della Repubblica Ceca facente parte del distretto di Břeclav, in Moravia Meridionale.